# Корнелия (весталка)
Корнелия (на латински: Cornelia, † 91 г.) е римска благородничка и весталка от род Корнелии.
Корнелия е ръководителка на весталките (virgo Vestalis maxima). Тя е обвинена за неприлично държание и първо е намерена за невинна. Четири други весталки са вече осъдени на смърт, но им дават право да се самоубият. По заповед на император Домициан като Pontifex Maximus Корнелия е осъдена и погребана жива. Тя се определя до края за невинна.